# Klinčki (glive)
Klinčki (znanstveno ime Mutinus) so rod gliv iz družine mavrahovčark (Phallaceae).

## Seznam klinčkov Slovenije[3]
- pasji klinček (Mutinus caninus)
- lepi klinček (Mutinus elegans)
- Ravenelov klinček (Mutinus ravenelii)